# Stertrumsel
Stertrumsel – prostokątny żagiel rejowy występujący na żaglowcach typu bark lub fregata, na ich ostatnim maszcie, czyli stermaszcie. Najczęściej jest to żagiel szósty, licząc od pokładu, i jednocześnie najwyższy na swoim maszcie.
Ponieważ jednak świat żaglowców cechuje się bardzo dużym urozmaiceniem budowy takielunku, możliwe są także inne rozwiązania. Np. gdy zamiast jednego sterbramsla występują dwa żagle – s. dolny i s. górny, to wtedy automatycznie stertrumsel staje się żaglem piętra siódmego.
Bezpośrednio pod stertrumslem wisi sterbombramsel, natomiast nad stertrumslem nie spotyka się dalszych żagli rejowych.
Stertrumsel może teoretycznie występować także na brygu, który jest typem żaglowca rejowego dwumasztowego, o ile tylny maszt jednostki będzie się zwać stermasztem. Najczęściej jednak na brygu występuje układ fok-grot, a wtedy dla stermasztu (i jego żagli) nie ma tam miejsca.